# Saga Centrum Galaktyki
Centrum Galaktyki (ang. Galactic Center Saga) – cykl utworów hard science fiction amerykańskiego pisarza Gregory’ego Benforda.
Cykl opowiada o nierównej walce niedobitków ludzkości ze sztuczną inteligencją.

## Zawartość
1. W oceanie nocy (In the Ocean of Night 1976, wyd. pol. Amber 1999, tł. Marek Pąkciński) – nominacja do Nebuli 1977, nominacja do Locusa 1978
2. Przez morze słońc (Across the Sea of Suns 1984, wyd. pol. Amber 2000)
3. Wspaniała gwiezdna rzeka (Great Sky River 1987, wyd. pol. Amber 2000) – nominacja do Nebuli 1988
4. Przypływy światła (Tides of Light 1989, wyd. pol. Amber 2000) – nominacja do Locusa 1990
5. Wściekły wir (Furious Gulf 1994, wyd. pol. Amber 2000)
6. Żeglując przez wieczność (Sailing Bright Eternity 1995, wyd. pol. Amber 2000)

Oprócz powieści w skład cyklu wchodzi także opowiadanie Głód nieskończoności (A Hunger for the Infinite) opublikowane w antologii Dalekie horyzonty.

## Ekranizacja
W 2001 roku reżyser Jan de Bont zapowiadał realizację serialu na podstawie cyklu, który miałaby zrealizować stacja Viacom.